# Xemeneia de la fàbrica de Cal Sistaré
La Xemeneia de la fàbrica de Cal Sistaré de Igualada (Anoia) és un element arquitectònic protegit com a bé cultural d'interès local.

## Descripció
La xemeneia està situada al recinte de la Fàbrica de Cal Sistaré entre els carrers del Rec i el de la Creueta de la ciutat d'Igualada. És de secció circular i de forma troncocònica bastida de maó vist i col·locada sobre una base semicircular de totxo adossada a l'extrem d'una nau. A la part superior del fust hi ha una anella i acaba amb una corona d'anelles motllurades fins a arribar a la boca formada per un tram curt de xemeneia.

## Història
Aquesta xemeneia constitueix l'element més destacat de l'antiga fàbrica de Cal Sistaré, coneguda també amb el nom de Vapor de Baix per diferenciar-la del Vapor de Dalt que era la fàbrica de Cal Boyer. Era una de les dues indústries cotoneres situades prop del Rec. Va ser construïda a partir del Pla Cabot aprovat l'any 1847.